# Keys (album)
Pour les articles homonymes, voir Keys.
Albums de Alicia Keys
Alicia
(2020)
Singles
1. Lala (Unlocked)
Sortie : 9 septembre 2021
2. Best of Me
Sortie : 28 octobre 2021

Keys est le huitième album studio de la chanteuse américaine Alicia Keys sorti en 2021 sur le label RCA Records. Écrit et produit en grande partie par Alicia Keys, l'album comprend également des contributions à l'écriture et à la production de Swizz Beatz, Fred Ball et AraabMuzik (en). Il s'agit d'un double album dont la seconde partie (Unlocked) contient des versions remixées de certains chansons du premier disque (Originals).

## Conception et composition
Ce huitième album de la chanteuse est divisé en deux parties. La première, appelée Originals est décrite par Alicia Keys comme « la face classique de ma personne » alors que la seconde, Unlocked (littéralement « Débloquée ) est « une tout autre expérience sonore ». L'artiste écrit et produit tous les titres du double album. Elle collabore sur certains titres avec Mike Will Made It, Sia, Raphael Saadiq, Natalie Hemby (en). L'album contient par ailleurs des apparitions vocales de Khalid, Lil Wayne, Pusha T, Swae Lee, Brandi Carlile et Jacob Collier.

« La pandémie a frappé. Je ne me sentais pas du tout créative. J'avais perdu mon centre et je ne savais pas vraiment comment trouver la paix. [...] Alors je me suis remis tout de suite et j'ai su que je voulais faire cet album qui s'appelle Keys. Et quand j'ai commencé à le créer, j'ai réalisé que c'était un retour aux sources pour moi. C'est tellement ancré dans l'écriture de chansons et l'expression brute. Je ne me suis pas soucié de la production. [...] Mon ingénieur Ann Mincieli et moi avons commencé à discuter de ce concept sur ces deux mondes. [...] Elle m'a suggéré de me contacter Mike. Et quand je me suis connecté avec Mike Will, c'était des vibrations instantanées. »

— Alicia Keys, Entertainment Weekly (octobre 2021)

## Singles
Le premier single extrait de l'album est Lala. La chanson est interprétée aux MTV Video Music Awards le 12 septembre 2021 avec Swae Lee.

## Critique
Selon Metacritic, l'album reçoit des critiques globalement positives avec une moyenne 66⁄100, pour 10 critiques compilées.
Pour Dan Cairns du Times, cet album est un « rappel puissant de l'originalité d'une artiste » et que « des morceaux tels que Daffodil Mix 2/Daffodils, Skydive, Is It Insane et Nat King Cole soulignent l'approche tonique et souvent irrévérencieuse de Keys en matière de création musicale ».

## Liste des titres
| Face 1 – Originals | Face 1 – Originals                       | Face 1 – Originals                                                         | Face 1 – Originals          | Face 1 – Originals | Face 1 – Originals | Face 1 – Originals | Face 1 – Originals | Face 1 – Originals | Face 1 – Originals |
| No                 | Titre                                    | Auteur                                                                     | Producteurs                 | Durée              |                    |                    |                    |                    |                    |
| ------------------ | ---------------------------------------- | -------------------------------------------------------------------------- | --------------------------- | ------------------ | ------------------ | ------------------ | ------------------ | ------------------ | ------------------ |
| 1.                 | Plentiful (featuring Pusha T)            | - Alicia Keys - Kasseem Dean - Dwight Grant - Kanye West - Graham Nash     | - Alicia Keys - Swizz Beatz | 3:08               |                    |                    |                    |                    |                    |
| 2.                 | Skydive                                  | - Keys - Raphael Saadiq - Kenton Nix                                       | Keys                        | 3:04               |                    |                    |                    |                    |                    |
| 3.                 | Best of Me                               | - Alicia Keys - Saadiq - Helen Adu - Andrew Hale - Stuart Matthewman       | - Keys - Sam Morton (ass.)  | 3:59               |                    |                    |                    |                    |                    |
| 4.                 | Dead End Road                            | - Keys - Fredrik Ball - Dean McIntosh                                      | - Keys - Fred Ball          | 3:32               |                    |                    |                    |                    |                    |
| 5.                 | Is It Insane                             | Keys                                                                       | Keys                        | 6:21               |                    |                    |                    |                    |                    |
| 6.                 | Billions                                 | - Keys - Abraham Orellana                                                  | AraabMuzik                  | 3:19               |                    |                    |                    |                    |                    |
| 7.                 | Love When You Call My Name               | - Keys - Saadiq                                                            | Keys                        | 3:37               |                    |                    |                    |                    |                    |
| 8.                 | Only You                                 | - Keys - Saadiq                                                            | Keys                        | 3:15               |                    |                    |                    |                    |                    |
| 9.                 | Daffodils                                | - Keys - Natalie Hemby                                                     | Keys                        | 4:33               |                    |                    |                    |                    |                    |
| 10.                | Old Memories                             | - Keys - Hemby                                                             | Keys                        | 2:59               |                    |                    |                    |                    |                    |
| 11.                | Nat King Cole                            | - Keys - Hemby - Marquel Middlebrooks - Michael Williams II - Bill Withers | - Keys - Mike Will Made It  | 3:39               |                    |                    |                    |                    |                    |
| 12.                | Paper Flowers (featuring Brandi Carlile) | - Keys - Brandi Carlile                                                    | Keys                        | 3:24               |                    |                    |                    |                    |                    |
| 13.                | Like Water                               | - Keys - Sia Furler - Mark Batson                                          | Keys                        | 3:57               |                    |                    |                    |                    |                    |
| 14.                | Keys                                     | Keys                                                                       | Keys                        | 1:25               |                    |                    |                    |                    |                    |
| 50:12              |                                          |                                                                            |                             |                    |                    |                    |                    |                    |                    |

| Face 2 – Unlocked | Face 2 – Unlocked                                | Face 2 – Unlocked                                                                           | Face 2 – Unlocked                                                              | Face 2 – Unlocked | Face 2 – Unlocked | Face 2 – Unlocked | Face 2 – Unlocked | Face 2 – Unlocked | Face 2 – Unlocked |
| No                | Titre                                            | Auteur                                                                                      | Producteurs                                                                    | Durée             |                   |                   |                   |                   |                   |
| ----------------- | ------------------------------------------------ | ------------------------------------------------------------------------------------------- | ------------------------------------------------------------------------------ | ----------------- | ----------------- | ----------------- | ----------------- | ----------------- | ----------------- |
| 1.                | Only You                                         | - Keys - Saadiq - Williams - Asheton Hogan - Pierre Slaughter                               | - Keys - Mike Will Made It - Pluss (co.) - P-Nazty (co.) - Aaron Jhenke (ass.) | 3:11              |                   |                   |                   |                   |                   |
| 2.                | Skydive                                          | - Keys - Saadiq - Williams - Hogan - Nix                                                    | - Keys - Mike Will Made It - Pluss (co.)                                       | 3:03              |                   |                   |                   |                   |                   |
| 3.                | Best of Me                                       | - Keys - Saadiq - Williams - Adu - Hale - Matthewman - Barry White                          | - Keys - Mike Will Made It                                                     | 3:43              |                   |                   |                   |                   |                   |
| 4.                | Lala (featuring Swae Lee)                        | - Keys - Khalif Brown - Williams - Darryl Ellis - Paul Richmond - Ruben Locke               | - Keys - Mike Will Made It                                                     | 4:31              |                   |                   |                   |                   |                   |
| 5.                | Nat King Cole (featuring Lil Wayne)              | - Keys - Dwayne Carter - Hemby - Middlebrooks - Williams - Withers                          | - Keys - Mike Will Made It - Marzeratti (co.)                                  | 4:05              |                   |                   |                   |                   |                   |
| 6.                | Is It Insane                                     | - Keys - Hogan - Williams                                                                   | - Keys - Mike Will Made It                                                     | 4:27              |                   |                   |                   |                   |                   |
| 7.                | Come for Me (featuring Khalid & Lucky Daye (en)) | - Keys - Khalid Robinson - David Brown - Jermaine Cole - Williams - Carter Lang - BJ Burton | - Mike Will Made It - Carter Lang - BJ Burton                                  | 3:29              |                   |                   |                   |                   |                   |
| 8.                | Old Memories                                     | - Keys - Hemby - Shondrae Crawford - Williams                                               | - Keys - Mike Will Made It - Jhenke (ass.)                                     | 3:52              |                   |                   |                   |                   |                   |
| 9.                | Dead End Road                                    | - Keys - Ball - McIntosh                                                                    | - Ball - Jay Mooncie                                                           | 3:32              |                   |                   |                   |                   |                   |
| 10.               | Love When You Call My Name                       | - Keys - Saadiq - Williams                                                                  | - Keys - Mike Will Made It                                                     | 3:15              |                   |                   |                   |                   |                   |
| 11.               | Daffodils                                        | - Keys - Hemby - Williams                                                                   | - Keys - Mike Will Made It                                                     | 3:04              |                   |                   |                   |                   |                   |
| 12.               | Billions                                         | - Keys - Orellana                                                                           | - Suzy Shinn - VRon                                                            | 3:00              |                   |                   |                   |                   |                   |
| 43:12             |                                                  |                                                                                             |                                                                                |                   |                   |                   |                   |                   |                   |

## Samples
Face 1 – Originals
- Plentiful contient un sample de The Truth de Beanie Sigel et une interpolation de Chicago de Graham Nash.
- Skydive contient un sample de Heartbeat de Taana Gardner (en).
- Best of Me contient un sample de Cherish the Day de Sade.

Face 2 – Unlocked
- Skydive contient un sample de Heartbeat de Taana Gardner.
- Best of Me contient un sample de Cherish the Day de Sade et une interpolation de Strange Games & Things de Barry White & The Love Unlimited Orchestra.
- Lala contient un sample de In the Mood de Tyrone Davis.